# (31886) Verlisak
(31886) Verlisak es un asteroide perteneciente al cinturón de asteroides, descubierto el 29 de marzo de 2000 por el equipo del Lincoln Near-Earth Asteroid Research desde el Laboratorio Lincoln, Socorro, Nuevo México.

## Designación y nombre
Designado provisionalmente como 2000 FN32. Fue nombrado en honor de Verlisa Kennedy quien fue mentora de un finalista en Broadcom MASTERS 2015, una competencia de matemáticas y ciencias para estudiantes de secundaria. Enseña en Glasgow Middle School, Baton Rouge, Luisiana.

## Características orbitales
Verlisak está situado a una distancia media del Sol de 2,328 ua, pudiendo alejarse hasta 2,677 ua y acercarse hasta 1,980 ua. Su excentricidad es 0,150 y la inclinación orbital 3,610 grados. Emplea 1297,61 días en completar una órbita alrededor del Sol.

## Características físicas
La magnitud absoluta de Verlisak es 15,99. 